# 汉字结构
汉字结构（也称：字式）是指汉字形体的结构方式。因汉字历史悠久，字数又多，所以学术界在汉字结构方面常持有分歧。
部分学者依照六书的解释把所有的汉字分归为象形、指事、会意、形声、转注和假借六类。宋朝的郑樵在六书的基础上对那六种结构做了进一步地分类工作，并且把所有汉字概括地分为独体文、合体字两大类。清代戴震提出了“四体二用”的一说，认为六书中所分出的象形、指事、会意和形声四类才算真正的汉字基本法則。转注、假借汉字结构為補充法則。近代的学者则依照国际标准用基本形素的眼光对汉字做分析，认为汉字的基本结构可分为形、声、意三类。